# Distretti congressuali della Florida

Distretti congressuali della Florida

Lo stato della Florida è diviso in 28 distretti congressuali, ognuno rappresentato da un rappresentante alla Camera dei rappresentanti degli Stati Uniti.
I distretti sono attualmente rappresentati al 119º Congresso degli Stati Uniti d'America da 20 repubblicani e da 8 democratici.

## Distretti e rispettivi rappresentanti
| Distretto | Rappresentante             | Partito      | CPVI | In carica dal   | Mappa del distretto |
| --------- | -------------------------- | ------------ | ---- | --------------- | ------------------- |
| 1°        | Jimmy Patronis             | Repubblicano | R+18 | 1° aprile 2025  |                     |
| 2°        | Neal Dunn                  | Repubblicano | R+8  | 3 gennaio 2017  |                     |
| 3°        | Kat Cammack                | Repubblicano | R+10 | 3 gennaio 2021  |                     |
| 4°        | Aaron Bean                 | Repubblicano | R+5  | 3 gennaio 2023  |                     |
| 5°        | John Rutherford            | Repubblicano | R+10 | 3 gennaio 2017  |                     |
| 6°        | Randy Fine                 | Repubblicano | R+14 | 1° aprile 2025  |                     |
| 7°        | Cory Mills                 | Repubblicano | R+5  | 3 gennaio 2023  |                     |
| 8°        | Mike Haridopolos           | Repubblicano | R+11 | 3 gennaio 2025  |                     |
| 9°        | Darren Soto                | Democratico  | D+4  | 3 gennaio 2017  |                     |
| 10°       | Maxwell Frost              | Democratico  | D+13 | 3 gennaio 2023  |                     |
| 11°       | Daniel Webster             | Repubblicano | R+8  | 3 gennaio 2011  |                     |
| 12°       | Gus Bilirakis              | Repubblicano | R+17 | 3 gennaio 2007  |                     |
| 13°       | Anna Paulina Luna          | Repubblicano | R+5  | 3 gennaio 2023  |                     |
| 14°       | Kathy Castor               | Democratico  | D+5  | 3 gennaio 2007  |                     |
| 15°       | Laurel Lee                 | Repubblicano | R+5  | 3 gennaio 2023  |                     |
| 16°       | Vern Buchanan              | Repubblicano | R+7  | 3 gennaio 2007  |                     |
| 17°       | Greg Steube                | Repubblicano | R+11 | 3 gennaio 2019  |                     |
| 18°       | Scott Franklin             | Repubblicano | R+14 | 3 gennaio 2021  |                     |
| 19°       | Byron Donalds              | Repubblicano | R+14 | 3 gennaio 2021  |                     |
| 20°       | Sheila Cherfilus-McCormick | Democratico  | D+22 | 18 gennaio 2022 |                     |
| 21°       | Brian Mast                 | Repubblicano | R+7  | 3 gennaio 2017  |                     |
| 22°       | Lois Frankel               | Democratico  | D+4  | 3 gennaio 2013  |                     |
| 23°       | Jared Moskowitz            | Democratico  | D+2  | 3 gennaio 2023  |                     |
| 24°       | Frederica Wilson           | Democratico  | D+18 | 3 gennaio 2011  |                     |
| 25°       | Debbie Wasserman Schultz   | Democratico  | D+5  | 3 gennaio 2005  |                     |
| 26°       | Mario Díaz-Balart          | Repubblicano | R+16 | 3 gennaio 2003  |                     |
| 27°       | Maria Elvira Salazar       | Repubblicano | R+6  | 3 gennaio 2021  |                     |
| 28°       | Carlos A. Giménez          | Repubblicano | R+10 | 3 gennaio 2021  |                     |

## Estensioni storiche

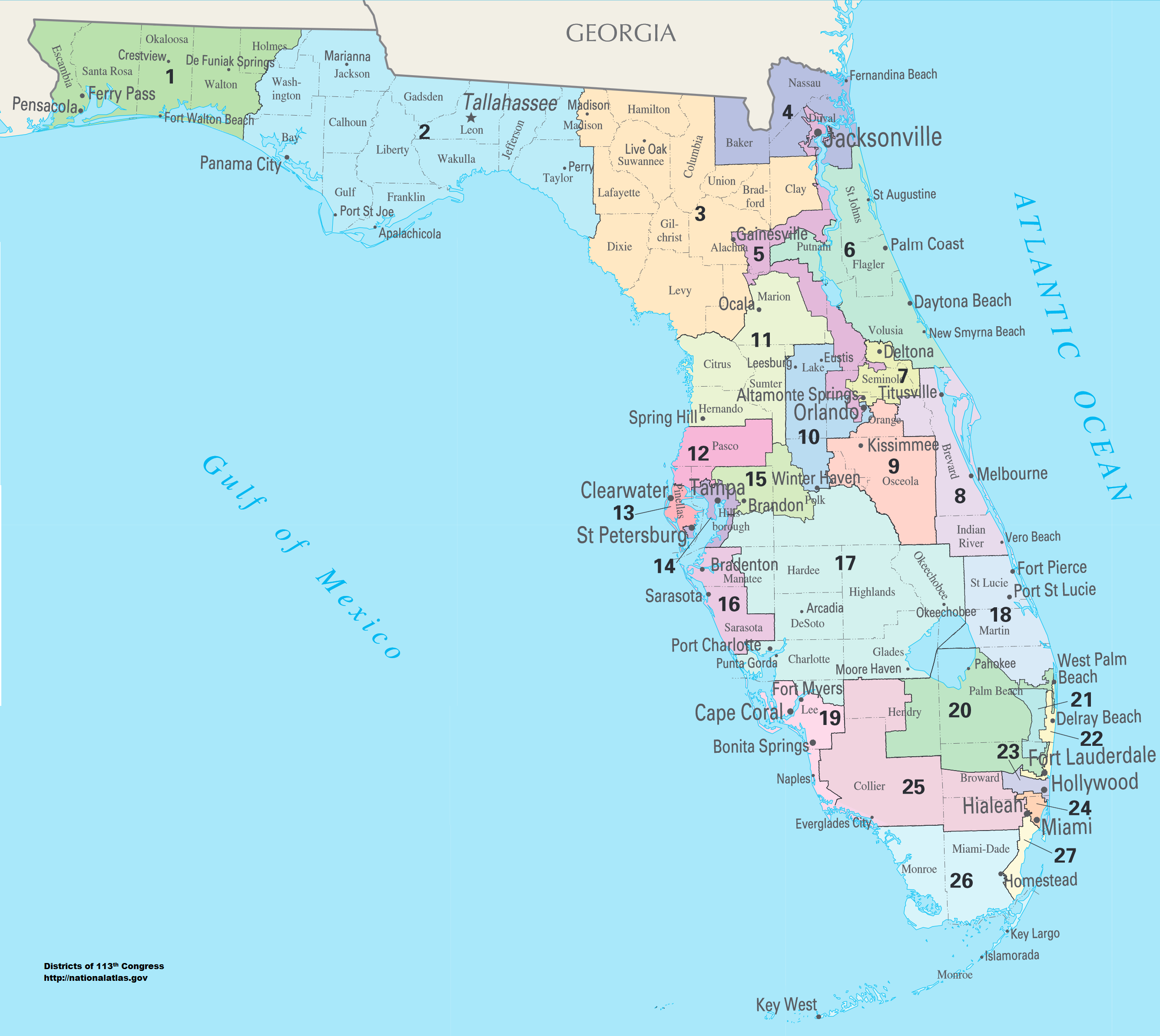
Distretti dal 2003 al 2013
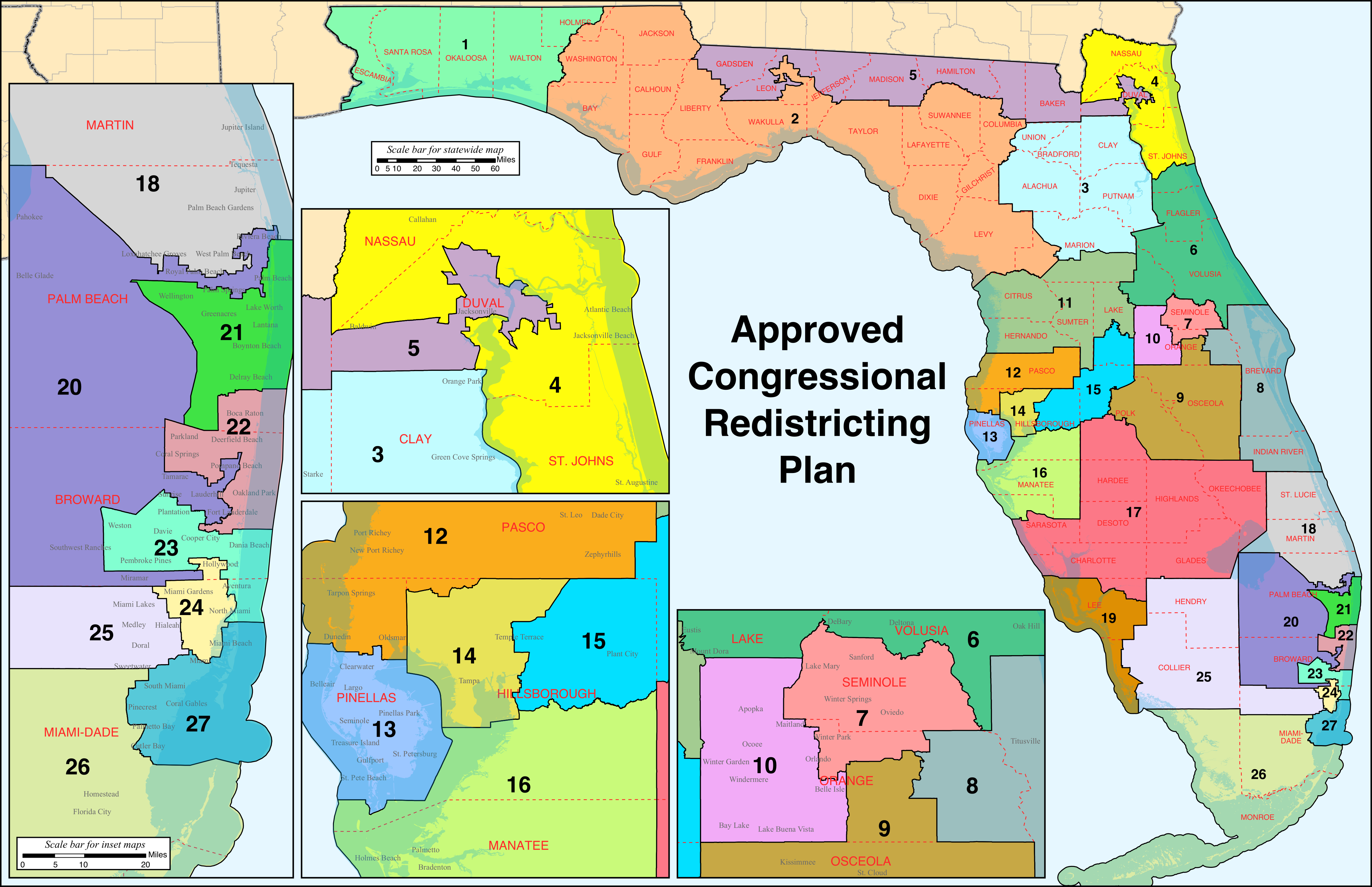
Distretti dal 2013 al 2017
- Distretti dal 2017 al 2023

## Distretti obsoleti
- Distretto congressuale at-large della Florida
- Distretto congressuale at-large del Territorio della Florida